# Шмальгаузен, Виктор Иванович
Виктор Иванович Шмальгаузен (30 мая 1934, Киев — 4 мая 2019, Москва) — советский и российский физик, доктор физико-математических наук (1988), профессор МГУ.

## Биография
Родился 30.05.1934 в Киеве.
Окончил физический факультет МГУ (1956).
Работал там же: старший лаборант, инженер, с 1965 г. старший преподаватель, доцент кафедры общей физики, с 1990 профессор кафедры общей физики и волновых процессов.
В 1981 году создал (совместно с М. А. Воронцовым) на кафедре лабораторию адаптивной оптики и бессменно возглавлял её.
В 1965 году под научным руководством профессора В. П. Стрелкова защитил кандидатскую диссертацию. В 1988 г. защитил докторскую диссертацию на тему «Применение методов адаптивной оптики в лазерной интерферометрии».
В 1990 г. утверждён в учёном звании профессора. Заслуженный профессор МГУ (2010).
Умер 4 мая 2019 года. Похоронен на Новодевичьем кладбище.

## Научные интересы
- нелинейная динамика пространственно-временных структур в системах с оптической обратной связью,
- развитие теории автоматического управления, акустических измерений, оптической интерферометрии и адаптивной оптики.
- Измерение аберраций глаза человека c помощью датчика волнового фронта Шака-Гартмана с когерентной лазерной подсветкой и адаптивная компенсация аберраций глаза с целью получения высококачественного изображения глазного дна
- Нелинейное взаимодействие световых пучков в плёнках азотосодержащих полимеров в пространственно-неоднородных структурах.

## Публикации
Автор и соавтор 11 учебных пособий.
Основные публикации:
- Воронцов М. А., Шмальгаузен В. И. Принципы адаптивной оптики. — М: Наука, 1985, 336 с.
- Воронцов М. А., Корябин А. В., Шмальгаузен В. И. Управляемые оптические системы. — М: Наука, 1988, 275 с.
- Шмальгаузен В. И. Методы адаптивной оптики в лазерной интерферометрии. // Известия АН СССР, сер. физическая, 46, № 8, с. 1521—1527 (1982).